# 爬竿
爬竿又称拔高，是指人們用双手攀爬能够握住的杆子。不過也有人會攀爬類似於杆子的物體但是直径更大而且无法用手握住。另外人們一般只使用手、腳等肢体爬竿，而不使用任何辅助工具。